# Liste der Landschaftlich Schönen Orte in der Präfektur Nagasaki

Lage der Präfektur Nagasaki

Diese Liste der Landschaftlich Schönen Orte in der Präfektur Nagasaki umfasst Landschaftlich Schöne Orte der japanischen Präfektur Nagasaki. Diese können auf nationaler Ebene durch den Minister für Bildung, Kultur, Sport, Wissenschaft und Technologie oder den Leiter des Amtes für kulturelle Angelegenheiten ausgewiesen werden, sowie auf Präfektur- oder Gemeindeebene. Neben den ausgewiesenen gibt es noch registrierte Landschaftlich Schöne Orte, die begrenztere Unterstützung und Schutz erhalten. Der Schutz und Erhalt der Stätten ist nach dem 1950 in Kraft getretenen Kulturgutschutzgesetz geregelt, welches das „Gesetz zum Erhalt historischer und landschaftlich schöner Stätten und Naturdenkmäler“ (史蹟名勝天然紀念物保存法 Shiseki meishō tennenkinenbutsu hozonhō) von 1919 ablöste.

## Auszeichnungskriterien
Mögliche Auszeichnungskriterien für Landschaftlich Schöne Orte sind:
1. Parks und Gärten
2. Brücken und Dämme
3. Blühende Bäume, blühende Wiesen, Laubfärbung im Herbst, grüne Bäume und andere Orte mit dichtem Bewuchs
4. Orte mit Vögeln, Wildtieren, Fischen, Insekten und anderem
5. Felsen und Höhlen
6. Schluchten, Wasserfälle, Gebirgsbäche, Abgründe
7. Seen, Sümpfe, Feuchtgebiete, schwimmende Inseln, Quellen
8. Sanddünen, Nehrungen, Küsten, Inseln
9. Vulkane, Onsen
10. Berge, Hügel, Hoch- und Tiefebenen, Flüsse
11. Aussichtspunkte

## Legende
- Denkmal: Name des Landschaftlich Schönen Ortes; darunter steht die japanische Bezeichnung
- Lage: Lage des Ortes sowie Koordinaten
- Anmerkungen: Kurze Beschreibung des Ortes sowie eventuelle Anmerkungen zu weiteren Ausweisungen
- Ausweisungs-/Registrierungsdatum: Datum der Ausweisung bzw. Registrierung als Landschaftlich Schöner Ort und zusätzlich bei Besonderen Landschaftlich Schönen Orten in Klammern das Ausweisungsdatum als Besonderer Landschaftlich Schöner Ort
- Typ: Nummer des Auszeichnungskriteriums oder der Auszeichnungskriterien
- Links: Weblink zum Landschaftlich Schönen Ort in der Datenbank der nationalen bzw. präfekturalen Kulturgüter Japans sowie auf den Wikidata-Eintrag (Symbol: )
- Bild: Repräsentatives Bild des Landschaftlich Schönen Ortes und gegebenenfalls einen Link zu weiteren Fotos des Kulturdenkmals im Medienarchiv Wikimedia Commons

## National ausgewiesene Landschaftlich Schöne Orte
Stand 1. August 2019 sind sieben Orte auf nationaler Ebene ausgewiesen (einschließlich einem Besonderen Landschaftlich Schönen Ort).
| Denkmal                                                                                          | Lage                                    | Anmerkungen | Ausweisungsdatum              | Typ      | Links | Bild            |
| ------------------------------------------------------------------------------------------------ | --------------------------------------- | --- | ----------------------------- | -------- | ----- | --------------- |
| *Unzen-dake 温泉岳 Unzen-dake                                                                    | Unzen/Shimabara/Minamishimabara (Karte) | | 31. März 1928 (29. März 1952) | 1, 3, 10 |       | weitere Bilder  |
| Ehemaliger Enyūji-Garten 旧円融寺庭園 Kyū-Enyūji teien                                           | Ōmura (Karte)                           | | 27. Dez. 1976                 | 1        |       | Bild gesucht BW |
| Ehemaliger Kaneishi-jō-Garten 旧金石城庭園 Kyū-Kaneishi-jō teien                                 | Tsushima (Karte)                        | | 6. Feb. 2007                  | 1        |       | weitere Bilder  |
| Garten der Gotō-Familie an der Burg Ishida 石田城五島氏庭園 Ishida-jō Gotō-shi teien             | Gotō (Karte)                            | | 16. Nov. 1991                 | 1        |       | Bild gesucht BW |
| Seika-en und Umegayatsu Kairaku-en 棲霞園及び梅ヶ谷津偕楽園 Seika-en oyobi Umegayatsu Kairaku-en | Hirado (Karte)                          | | 17. Okt. 2013                 | 1        |       | Bild gesucht BW |
| Miiraku 三井楽（みみらくのしま） Miiraku (Mimiraku-no-shima)                                     | Gotō (Karte)                            | | 6. Okt. 2014                  | 8        |       |                 |
| Acht Ansichten von Hirado 平戸領地方八竒勝 (平戸八景) Hirado ryōjikata hakkishō (Hirado hakkei)  | Sasebo (Karte)                          | die Ausweisung umfasst Taka-iwa (髙巌), Senryūsui (潜龍水), Ishi-bashi (石橋), Daihikan (大悲観), Iwa-yagura (巌屋宮), Fukuishi-yama (福石山), Shionome (潮之目) und Megane-iwa (眼鏡岩) | 10. März 2015                 | 5, 6     |       |                 |

## Auf Präfekturebene ausgewiesene Landschaftlich Schöne Orte
Stand 1. Mai 2019 ist ein Ort auf Präfekturebene ausgewiesen.
| Denkmal                                | Lage             | Anmerkungen | Ausweisungsdatum | Typ | Links | Bild            |
| -------------------------------------- | ---------------- | ----------- | ---------------- | --- | ----- | --------------- |
| Taki no Kannon 滝の観音 Taki no Kannon | Nagasaki (Karte) |             |                  |     |       | Bild gesucht BW |

## Auf Gemeindeebene ausgewiesene Landschaftlich Schöne Orte
Stand 1. Mai 2019 sind sieben Orte auf Gemeindeebene ausgewiesen.
| Denkmal                                                                        | Lage             | Anmerkungen                                         | Ausweisungsdatum | Typ | Links | Bild            |
| ------------------------------------------------------------------------------ | ---------------- | --------------------------------------------------- | ---------------- | --- | ----- | --------------- |
| Iōjima-Leuchtturmpark 伊王島灯台公園 Iōjima tōdai kōen                         | Nagasaki (Karte) | entworfen von Richard Henry Brunton und gebaut 1871 |                  |     |       |                 |
| Ajiro no Renkon 網代の漣痕 Ajiro no renkon                                     | Tsushima (Karte) |                                                     |                  |     |       | Bild gesucht BW |
| Nitsushiya no Renkon 西津屋の漣痕 Nishitsuya no renkon                         | Tsushima (Karte) |                                                     |                  |     |       | Bild gesucht BW |
| Gipfel des Konpira-san 金比羅山頂 Konpira-sanchō                               | Isahaya (Karte)  |                                                     |                  |     |       | Bild gesucht BW |
| Kawashimo no Ushi no Hanaguri 川下の牛のはなぐり Kawashimo no ushi no hanaguri | Isahaya (Karte)  |                                                     |                  |     |       | Bild gesucht BW |
| Ehemaliger Garten der Oda-Familie 旧小田家庭園 kyū-Oda-ke teien                | Ojika (Karte)    |                                                     |                  |     |       | Bild gesucht BW |

## Registrierte Landschaftlich Schöne Orte
Stand 1. August 2019 sind drei Denkmäler in der Präfektur Nagasaki auf nationaler Ebene registriert (im Gegensatz zu ausgewiesen).
| Denkmal | Lage              | Anmerkungen | Registrierungsdatum | Typ | Links | Bild            |
| --- | ----------------- | ----------- | ------------------- | --- | ----- | --------------- |
| Ehemaliger Garten der Familie Itō (Shimeisō-Garten) 旧伊東氏庭園（四明荘庭園） kyū-Itō-shi teien (Shimeisō teien) | Shimabara (Karte) |             |                     |     |       | Bild gesucht BW |
| Friedenspark 平和公園 Heiwa kōen                                                                                  | Nagasaki (Karte)  |             |                     |     |       | weitere Bilder  |
| Garten der Kobayakawa-Familie 小早川氏庭園 Kobayakawa-shi teien                                                   | Shimabara (Karte) |             |                     |     |       | Bild gesucht BW |